# 豊島継男 (教育ジャーナリスト)
豊島 継男（とよしま つぐお、1934年 - ）は、日本の教育ジャーナリスト、豊島継男事務所代表。おもに大学入試関係の情報分析を手がけている。

## 経歴
東京都生まれ。
1957年、埼玉大学文理学部（後の教養学部）を卒業して、旺文社に入社し、入試情報の分析をおこなうとともに、『蛍雪時代』の記事執筆などを手がけた。
1984年に研数学館に転職し、教育情報部長となったが、2000年の研数学館閉校を受けて独立し、豊島継男事務所を開設し、代表となった。また、全国予備校協議会教育情報主幹も務めた。
豊島継男事務所は、開設以前の豊島が旺文社や研数学館に所属していた時期も含め「半世紀にわたって大学入試の出願動向を調査してきた」と称されている。